# Монте Санто-Страдалта (Удине)
Монте Санто-Страдалта је насеље у Италији у округу Удине, региону Фурланија-Јулијска крајина.
Према процени из 2011. у насељу је живело 138 становника. Насеље се налази на надморској висини од 22 м.